# Blanc (robe de chat)
Pour les articles homonymes, voir Blanc (homonymie).

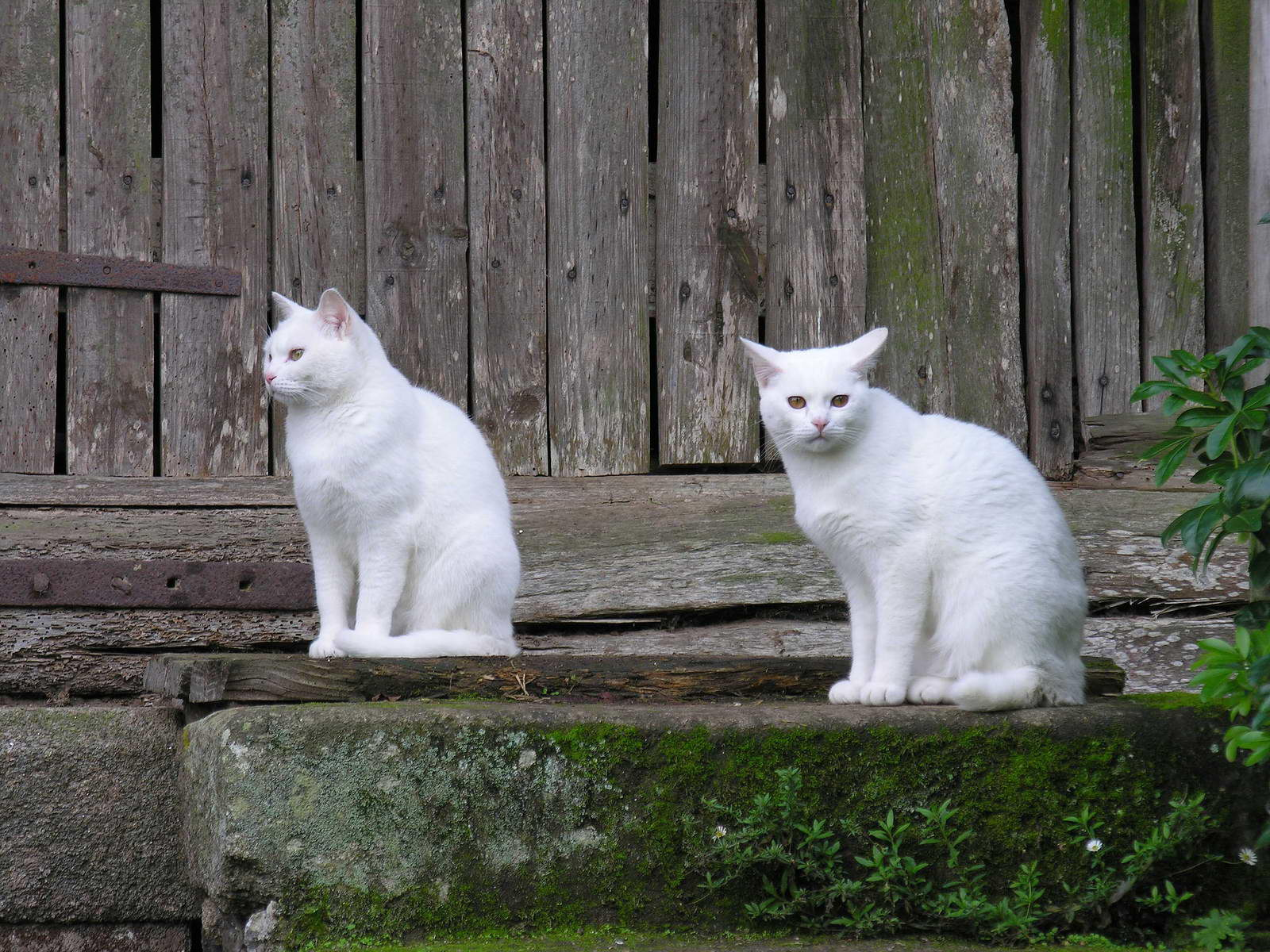
Deux chats blancs.

Chez le chat, la couleur blanche se réfère à une robe de chat entièrement blanche. Les poils blancs révèlent une absence de pigments. Il est codé par le gène W, le « blanc dominant ».
Des poils blancs apparaissent chez le chat au patron bicolore. Le patron typique du siamois, appelé colourpoint, ne doit pas être confondu avec la couleur blanche.

## Description
L'ensemble du pelage est blanc. Les coussinets, le nez et l'intérieur des oreilles sont roses. Les yeux peuvent être de couleur jaunes, vert, bleus ou vairons.
Certains chatons naissent blancs avec une tache sur la tête qui disparaîtra en grandissant. 

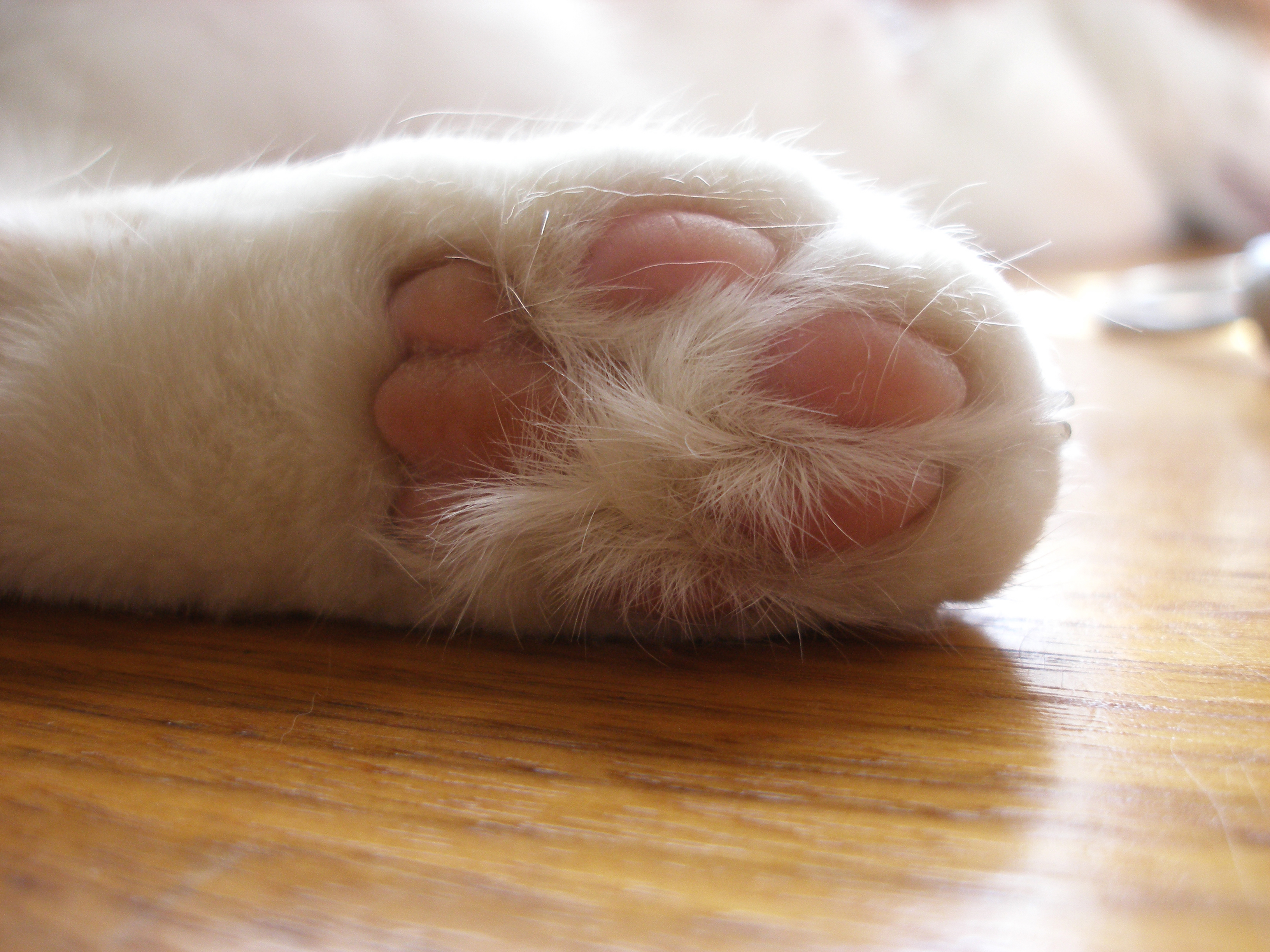
Détail des coussinets roses d'un chat blanc.
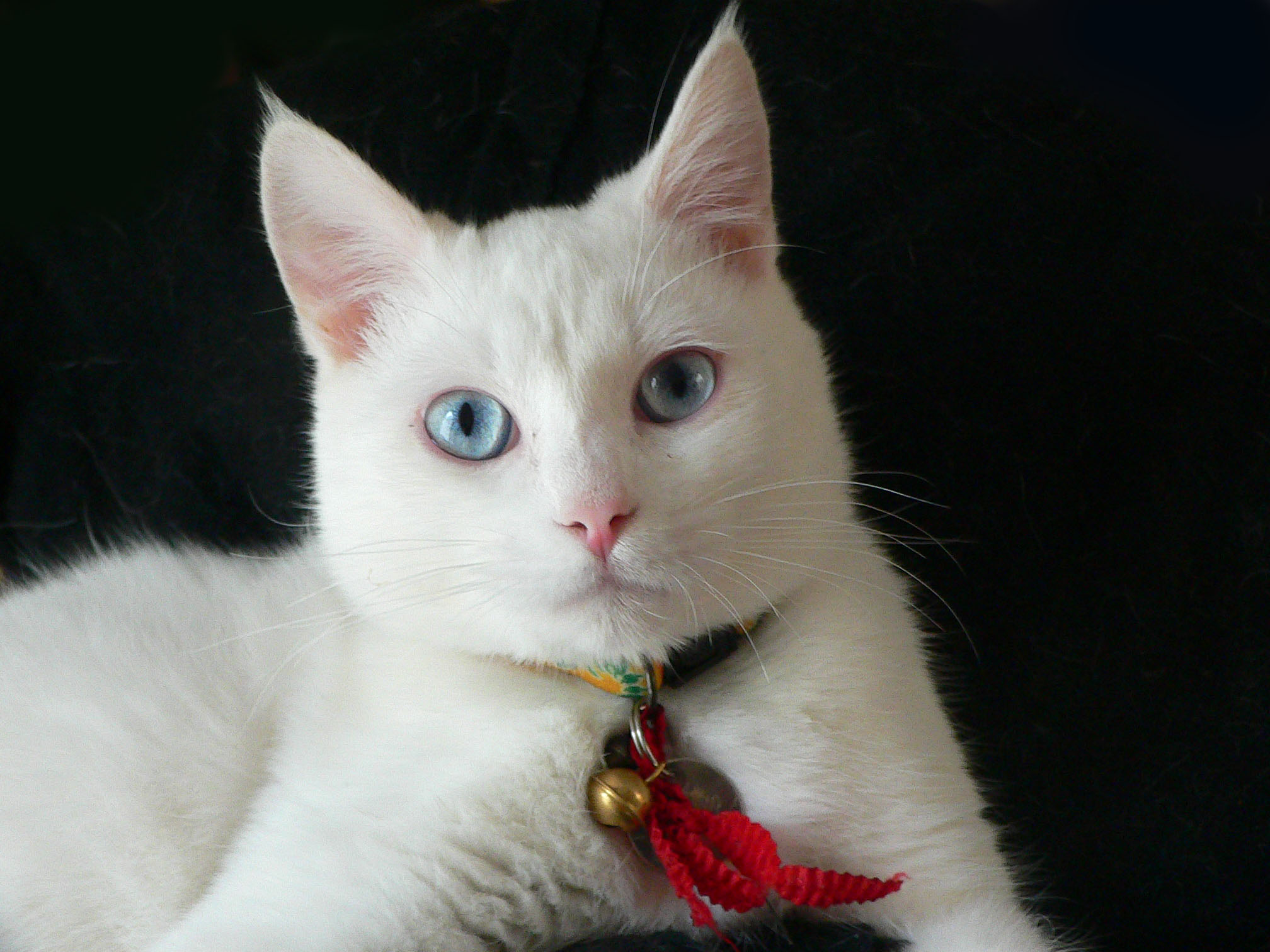
Chat blanc aux yeux bleus.
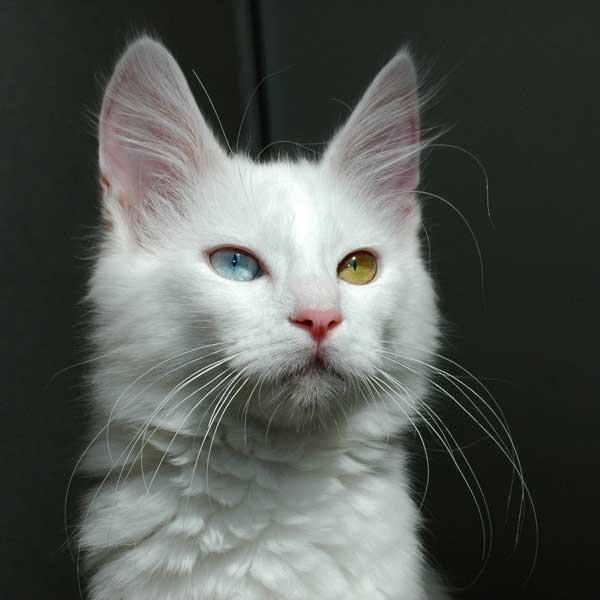
Chat blanc (Angora turc) aux yeux vairons.

## Félinotechnie

### Nomenclature et classification

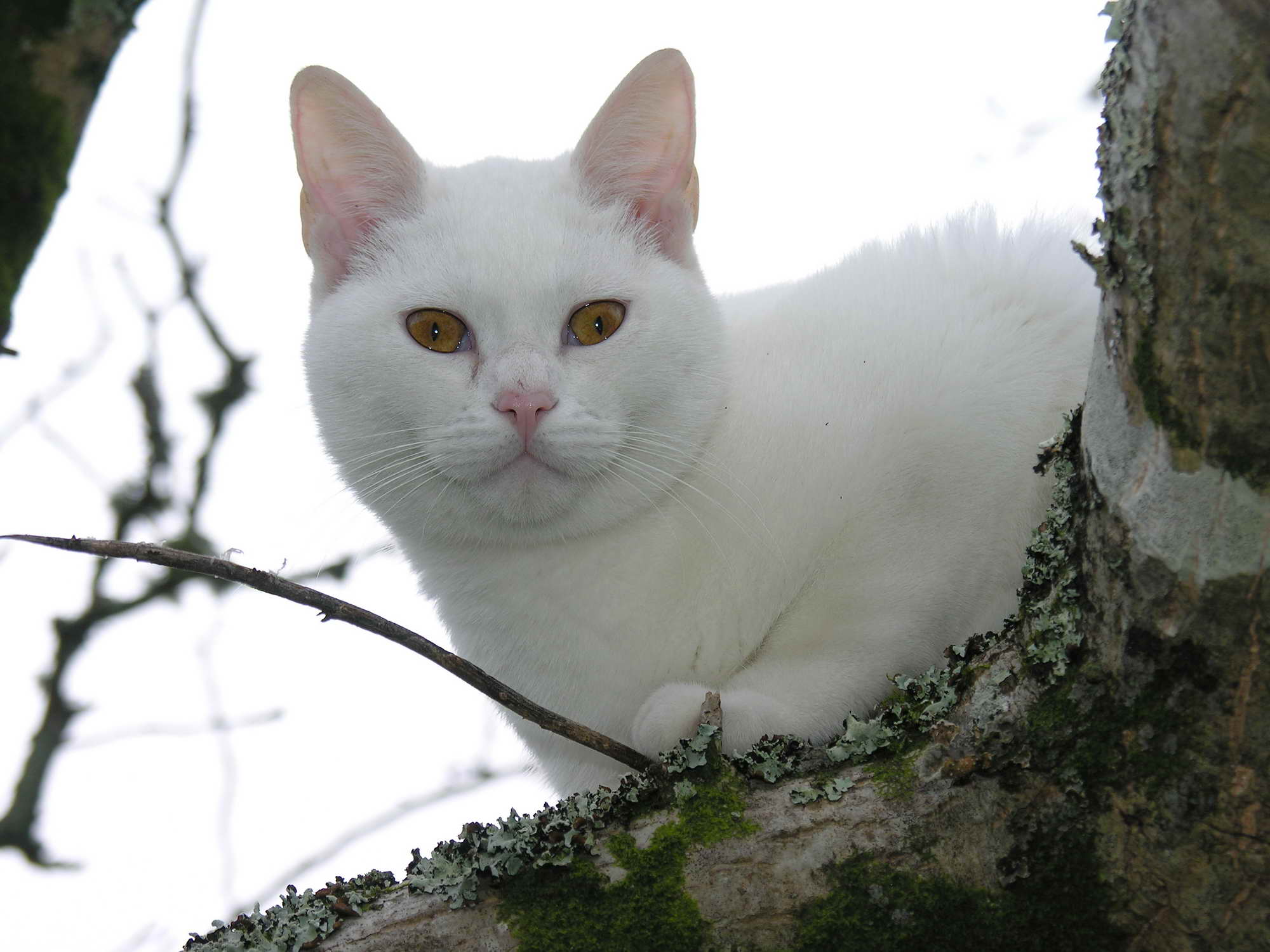
Chat blanc aux yeux jaunes.

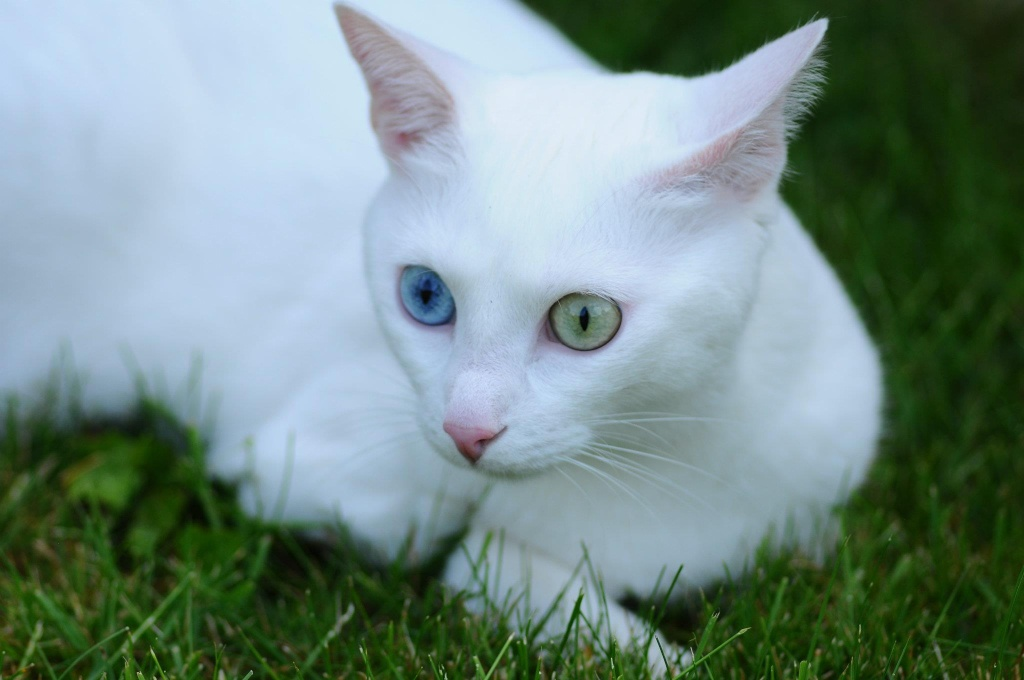
Chat blanc aux yeux vairons

Dans le milieu de l'élevage félin francophone, la nomination d'une robe de chat est traditionnellement composée d'un mélange de terme anglais et français. Ainsi les couleurs sont directement traduites en français : noir (Black), bleu (Blue), roux (Red), etc.

### Génétique
L’allèle W est dominant, épistatique et pléiotropique : quel que soit le patrimoine génétique du chat, l'action de l'allèle W conduit à une robe entièrement blanche. C'est le rétrovirus FERV1 qui est à l'origine des gènes oncogènes W et Ws (White spotting).
La surdité des chats blancs aux yeux bleus est peut-être le désordre neurologique chez l'animal le plus connu par le grand public. Décrit depuis le début du XIXe siècle, le phénomène est lié au gène W ; il est souvent désigné comme le syndrome de Waardenburg. La surdité des chats blancs aux yeux bleus est à pénétrance incomplète : l'anomalie génétique peut en effet atteindre une ou deux oreilles, voire ne pas s'exprimer selon les individus. Selon plusieurs études menées sur des chats blancs de gouttière ou de race, environ 50 % des chats blancs sont sourds d'une ou des deux oreilles, proportion qui atteint 60 à 80 % des chats blancs aux yeux bleus. Pour un chat blanc aux yeux vairons, l'oreille atteinte de surdité est toujours celle du côté de l'œil bleu, qui par ailleurs comporte un défaut du tapetum lucidum,.
Il est possible de vérifier l’audition de son chat en réalisant un test BAER (Brainstem auditory evoked response). Cette auscultation consiste à placer des électrodes sur le crâne du chat qui permettent de mesurer l'activité du cerveau. Un casque audio transmet des sons à l'une ou l'autre des oreilles. La méthode est indolore pour le chat.

### Races

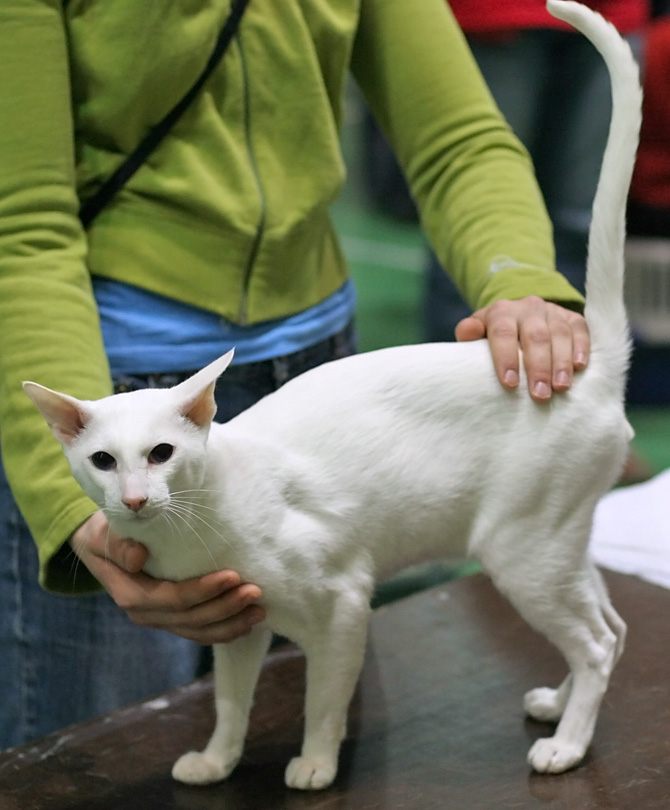
Le foreign white est la seule race qui admet uniquement la robe blanche.

## L'Homme et le chat blanc

### Chats blancs célèbres et de fictions
Louis XV et la reine Victoria possédaient un persan blanc. Des persans blancs sont également présents au cinéma tel que M. Tinkles qui veut dominer le monde dans Comme chiens et chats ou encore le persan blanc de Ernst Stavro Blofeld de l'univers James Bond. Duchesse, la chatte dans le film de Disney Les Aristochats (1970)  est intégralement blanche et a les yeux bleus. Elle a eu trois chatons, Marie à qui elle a légué son apparence, Berlioz qui a une robe toute noire et des yeux bleus, et le dernier chaton nommé Toulouse. Ce dernier a le pelage roux uniforme et des yeux verts. Pompom, la chatte malicieuse du roi dans Cendrillon 2 (2002) est elle aussi blanche.